# František Přeučil
František Přeučil (9. října 1907 Praha – 19. března 1996 Černošice) byl český a československý nakladatel, politik Československé strany národně socialistické a poválečný poslanec Prozatímního a Ústavodárného Národního shromáždění. Po roce 1948 byl pronásledován komunistickým režimem a vězněn.

## Životopis
Před druhou světovou válkou se angažoval v Československé živnostensko-obchodnické straně středostavovské. Byl redaktorem časopisu Československý obchod. Podílel se na protinacistickém odboji jako spolupracovník generála Karla Kutlvašra. Po roce 1945 přešel do národně socialistické strany. V letech 1945–1949 byl majitelem nakladatelství Pamir.
V letech 1945–1946 byl poslancem Prozatímního Národního shromáždění za národní socialisty. Po parlamentních volbách v roce 1946 se stal poslancem Ústavodárného Národního shromáždění, kde zasedal formálně až do voleb do Národního shromáždění roku 1948.
Během únorového převratu v roce 1948 patřil k protikomunistické části strany, která byla po vítězství Komunistické strany Československa v tomto mocenském souboji politicky eliminována a pronásledována. V listopadu 1949 byl zatčen a v politickém procesu s Miladou Horákovou a spol. byl počátkem 50. let odsouzen "za protistátní činnost a snahu o svržení lidově demokratického zřízení" k trestu těžkého žaláře na doživotí. V roce 1963 byl podmíněně propuštěn. V roce 1968 byl jeho rozsudek zrušen a v roce 1990 byl zcela rehabilitován.
Zemřel tragicky ve spánku v noci 19. března 1996, kdy uhořel ve svém domě v Černošicích při požáru, jenž vznikl vinou závady ve staré elektrické instalaci.
Jeho synem je český herec Jan Přeučil. Dcera Marta Jurková je farářkou církve československé husitské.

## Vzpomínky na vězení
Svému synu Janu Přeučilovi vyprávěl František Přeučil z doby svého věznění jeden neuvěřitelný příběh o bizarním útěku z věznice v Leopoldově, kdy spolu se spoluvězni, kteří museli namotávat telefonní kabely na veliké špulky, se mu do jedné z těchto špulek podařilo namotat jednoho ze spoluvězňů, který tam tak vydržel dva dny. Když ho následně v autě s hotovým materiálem vyváželi, tak se mu podařilo utéct do západního Německa. Tam pak dotyčný uskutečnil svou výpověď o nelidských podmínkách v československých nápravných zařízeních a věznicích pro Hlas Ameriky, což následně vedlo k benevolenci vězeňských složek komunistického Československa, které pak rodinám – včetně té Přeučilovy – dovolily, aby mohly vězněným příbuzným zasílat dvoukilové balíčky. Bližší informace Jan Přeučil k tomuto případu sice neuvádí, že však k takovým pokusům docházelo například v trestaneckých táborech u Příbrami, to je doloženo spolehlivě.